# Тигурини
Тигурините (Tigurini) са част от келтско племе хелвети. През 109 пр.н.е тигурините, заедно с хелветите прекосяват река Рейн и навлизат в римската провинция Галия. През 107 пр.н.е. тигурините командвани от Дивикон побеждават римска армия под командването на консула Луций Касий Лонгин в битка при Бурдигала. След 103 пр.н.е. тигурините се заселват на север от Женевското езеро при планината Юра.
През 58 пр.н.е. Юлий Цезар започва своите Галски войни и побеждава тигурините и хелветите, които са се заселили в плодородните земи на племето сантони в битки при Арар и Бибракте. В тези битки армията на Цезар избива около 258 000 деца, жени и мъже от племената.